# Cephalaria elmaliensis
Cephalaria elmaliensis là một loài thực vật có hoa trong họ Kim ngân. Loài này được Hub.-Mor. & V.A.Matthews mô tả khoa học đầu tiên năm 1972.